# Václav Jindřich Veit
Václav Jindřich Veit (19. ledna 1806, Řepnice – 16. února 1864 Litoměřice), v německých zdrojích Wenzel Heinrich Veit byl německy mluvící rakouský hudební skladatel.

## Život
Jeho rodiče byli nájemci panského dvora v Řepnicích u Litoměřic. Otec hrál na housle a hudební vlohy rozvíjel i u svého syna. Václav Jindřich nejprve chodil na hodiny hudby k místnímu učiteli a pak postoupil na gymnázium v Litoměřicích, kde se ve volném čase věnoval hře na varhany. V patnácti letech odešel na studia do Prahy. Zde ho zastihla tragédie – roku 1823 mu krátce po sobě zemřeli oba rodiče. Ztratil tak podporu z domova; od té doby byl odkázán na pomoc od příbuzných a příjmy z opisování not a soukromého vyučování. Jeho zájem o hudbu tím ale nepřestal. Samostatně se cvičil ve hře na různé nástroje (housle, flétnu, violoncello, klavír) a studoval v univerzitní knihovně, například teoretické práce Johanna Philippa Kirnbergera a Bedřicha Diviše Webera. Chtěl se stát žákem Václava Jana Tomáška, který byl tehdy považován za nejlepšího učitele skladby a klavíru v Praze. Nebyl ale schopen zaplatit požadovaný honorář, z něhož tento pedagog odmítl slevit.
V Praze absolvoval práva a roku 1831 nastoupil do zaměstnání jako úředník pražského magistrátu. Kvůli nízkému platu mu byla hudba vítaným vedlejším zdrojem příjmu. Brzy se stal vyhledávaným učitelem hry na klavír v bohatých rodinách. Byl známý jako velmi pečlivý a přísný, protože jeho vytříbenému hudebnímu sluchu neunikla ani ta nejmenší chyba. Také hrál v kvartetech a komponoval první skladby. Oblíbil si především Spohra a Onslowa; studoval i Beethovena a tehdy méně známého Schuberta. Už jeho první práce, jako např. Kvinteto op. 1 a 2, Kvarteto D-moll op. 3, Kvinteto op. 4, byly pokládány za mistrovská díla. Po několika letech se mu dostalo i nečekaného zadostiučinění – na jednom soukromém koncertu, jehož se jako host účastnil i Václav Jan Křtitel Tomášek, zahráli Veitovo kvarteto jako „dílo neznámého autora“. Tomáškovi se zalíbilo a chtěl vědět, kdo je skladatelem. K velkému překvapení mu sdělili, že pochází od chudého studenta, kterého kdysi odmítl vyučovat. Tomášek neskrýval svůj obdiv a jeho názor přispěl k Veitově rostoucí popularitě.
Roku 1841 dostal nabídku, stát se ředitelem městské kapely v Cáchách. Po dlouhém váhání ji přijal, ale jen na 3 měsíce. Poprvé tam vystoupil 19. června 1841 jako dirigent tělesa se 60 instrumentalisty a 180 pěvci, které zahrálo Mendelssohnovo oratorium Paulus. Zaznamenal velký úspěch, po kterém mu nabídli stálé angažmá. Veit si ale kladl náročné podmínky – trval na tom, aby se hudební soubor rozšířil a jeho nejdůležitější členové získali trvalé zaměstnání. To ale bylo mimo finanční možnosti města, a tak Veit po skončení smlouvy odešel. V Cáchách a Kolíně nad Rýnem poznal Veit dvě osobnosti, které měly svého času velmi blízko k jeho hudebnímu vzoru, Ludwigu van Beethovenovi. Jednalo se o Beethovenova tajemníka Antona Schindlera a Franze Antona Riese, který mladého Beethovena učil hrát na housle.
Od září 1841 byl zpátky v Praze jako úředník a skladatel. Roku 1844 se oženil s Julií Witkovou, studentkou klavírní hry, se kterou se seznámil jako učitel hudby u hraběte Lobkowicze. Při své návštěvě Prahy v roce 1846 navštívil Veita Ferenc Liszt.
V březnu 1848 ho zastihla revoluce. Rozvášněný dav vtrhl na Staroměstskou radnici a Veit, který tam pracoval, před ním na poslední chvíli musel utéci na Malostranské náměstí. Přitom se nachladil a vážně onemocněl; od té doby začaly jeho dlouhotrvající zdravotní problémy.
Roku 1850 byl jmenován radou c. k. vrchního zemského soudu a o čtyři roky později prezidentem c. k. krajského soudu v Chebu. Tam napsal svá nejlepší díla – chrámové skladby Ad te Domine (op. 41), Offertoria (op. 42), Graduale (op. 43) a slavnostní mši (op. 44). Tamější podnebí ale nepříznivě ovlivňovalo jeho zdravotní stav; kolem roku 1857 dostal chrlení krve. Žádal o přeložení do rodných Litoměřic, které pokládal za zdravější, ale nevyhověli mu kvůli nízkému věku v porovnání s dalšími kandidáty. Dočkal se až v roce 1862, ale plicní nemoc do té doby postoupila. Postihly ho také rodinné tragédie – z deseti dětí mu zemřel syn a tři dcery, z toho poslední tragicky při pádu z vozu u Soběchleb. Veit za necelý rok poté podlehl své nemoci ve věku 58 let.
Veit patřil ve své době k nejpopulárnějším skladatelům. Snažil se tvořit díla, která by byla dokonalá obsahem i formou. Víc než novátorství a originalitu cenil lahodnost. Tvořil pro zábavu svou i svého okolí; chtěl, aby jeho hudba připravila co nejvíc příjemných chvil hráčům i posluchačům. Starým formám dával nový půvab, aniž by tím dráždil konzervativní obecenstvo, čímž nenásilně zmodernizoval českou hudbu. Jeho kult měl ale i kritiky (například Robert Schumann ho s mírnou jízlivostí uvedl jako příklad pravidla, že v Praze jsou místní umělci nekriticky chváleni – i když předtím jeho výkon sám ocenil) a koncem 19. století prakticky upadl do zapomenutí. Vliv na to měla i jeho národnost a povolání – Veit se vždy považoval za Němce a jeho činnost úředníka ve službách neoblíbeného rakouského státního aparátu řadu Čechů z další generace odpuzovala. Česky se začal učit až po roce 1850. Je ale nutné uvést, že v době, kdy žil, nebyly národnostní spory tak vyhraněné a jeho hudbu měli rádi Češi i Němci. V některých skladbách se nechal inspirovat českými lidovými písněmi, část ve své době zlidověla (např. Quodlibet na české národní písně, Na Prahu, Pozdravení pěvcovo) a zpívala se ve vlasteneckých kruzích. Nedělal to ale z patriotismu – jen proto, že češtinu považoval za melodickou. V osobním životě byl známý jako velmi svědomitý a pečlivý, ať už jako úředník či umělec. Vždy vystupoval solidně a uhlazeně, a navzdory osobním tragédiím mel šťastné manželství. 
V Litoměřicích mu byl roku 1904 odhalen pomník, jehož architektonickou část navrhl Antonín Helméssen, po zboření z roku 1945 se do současnosti dochovala jen busta v místním muzeu.
Jeho syn August Emanuel Veit (1856–1931) se stal rovněž hudebníkem. V letech 1899–1922 byl dirigentem německého divadla v Brně.

## Dílo
Ke známějším pracím patří např.:
1. Před odjezdem do Cách
- Šest písní pro jeden hlas s průvodem piana op. 8[4]
- Ave maris stella pro soprán, tenor a bas op. 9[4]
- Rhapsodie pro piano op. 10[4]
- Tanec mrtvých op. 14 (zhudebnění Goethovy básně [4]
- 4. kvartet G-moll op. 16 (s motivem písně Měla jsem holoubka.[4] Veit se tak stal prvním skladatelem, který uvedl českou lidovou píseň do komorní hudby.[8]

2. Po roce 1841
- 4. kvintet C-moll op. 20[4]

3. V Chebu a Litoměřicích
- Ad te Domine op. 41[4]
- Offertorium op. 42[4]
- Graduale op. 43[4]
- Slavnostní mše op. 44[4]
- Te Deum (k svěcení nově vybudovaného karlínského chrámu v r. 1863, poslední Veitova skladba)[4]

Velká část prací vyšla tiskem u Hofmeistra v Lipsku.